# Heinrich Schultenjohann
Heinrich Schultenjohann (* 2. November 1913 in Dortmund; † unbekannt) war ein deutscher Radrennfahrer.

## Sportliche Laufbahn
Schultenjohann war von 1937, unterbrochen durch den Zweiten Weltkrieg, bis 1951 Berufsfahrer in den deutschen Radsportteams Express, Patria WKC  und Rabeneick.
1937 bestritt er die Tour de France in der deutschen Nationalmannschaft und schied auf der 4. Etappe aus.
1948 siegte er im Eintagesrennen Rund um Köln vor Otto Ziege und Erich Bautz. In jener Saison siegte er auch im Rennen Rund um Berlin vor Herbert Hauswald. 1951 gewann er eine Etappe der Deutschland-Rundfahrt, die er auf dem 30. Platz beendete.
1937 wurde er im Rennen Berlin–Cottbus–Berlin beim Sieg von Willy Kutschbach Sechster. In der Harzrundfahrt kam er 1938 auf dem 8. Platz ins Ziel, im Großen Sachsenpreis wurde er auf dem 6. Platz klassiert.